# Church-Kodierung
Unter Church-Kodierung versteht man die Einbettung von Daten und Operatoren in den Lambda-Kalkül. Die bekannteste Form sind die Church-Numerale, welche die natürlichen Zahlen repräsentieren. Benannt sind sie nach Alonzo Church, der Daten als Erster auf diese Weise modellierte.

## Church-Numerale

### Definition
Die Grundidee zur Kodierung beruht auf den Peano-Axiomen, wonach die natürlichen Zahlen durch einen Startwert – die 0 – und einer Nachfolger-Funktion definiert sind. Demnach sind die Church-Numerale wie folgt definiert:
0 ≡ λf.λx. x
1 ≡ λf.λx. f x
2 ≡ λf.λx. f (f x)
3 ≡ λf.λx. f (f (f x))
...
n ≡ λf.λx. fn x
In der obigen Liste ist f die Nachfolger-Funktion und x der Startwert, beides sind Parameter der Definition. Die Definition ist unabhängig von der Ausprägung des Startwertes oder der Nachfolger-Funktion. Somit sind die Numerale nur repräsentativ. Jedes einzelne Numeral benutzt die beiden Parameter für seine Implementation. Solange man sich aber nicht festlegt, worin genau der Startwert und die Nachfolger-Funktion besteht, ist auch nicht festgelegt, was die Numerale schlussendlich machen. Die Definition basiert lediglich auf den Annahme, dass es so etwas wie einen Startwert und eine dazu passende Nachfolger-Funktion geben mag, wie immer die auch aussehen mögen. Unter dieser Annahme machen die Numerale das Folgende:
- Das Numeral 0 benutzt die Nachfolger-Funktion gar nicht, weil es nur den Startwert zurückgibt.
- Das Numeral 1 benutzt sowohl Nachfolger-Funktion als auch Startwert, indem es die Nachfolge-Funktion genau einmal auf den Startwert anwendet.
- Das Numeral 2 benutzt wie Numeral 1 und alle folgenden Numerale ebenfalls Nachfolger-Funktion und Startwert, wendet die Nachfolger-Funktion aber zweimal auf den Startwert an.
- Das Numeral 3 macht das gleiche wie Numeral 2, nur wendet es die Nachfolger-Funktion diesmal dreimal auf den Startwert an.
- Das Numeral n folgt der Regel und wendet die Nachfolger-Funktion n mal auf den Startwert an.

### Rechnen mit Church-Numeralen
Im Lambda-Kalkül sind arithmetische Funktionen durch korrespondierende Funktionen über Church-Numerale darstellbar. Diese Funktionen können in funktionalen Programmiersprachen direkt durch Übertragen der Lambda-Ausdrücke implementiert werden. 
Die Nachfolger-Funktion wird wie folgt definiert:
succ ≡ λn.λf.λx. f (n f x)
Die Addition zweier Zahlen {\displaystyle n} und {\displaystyle m} ist die {\displaystyle m}-malige Anwendung der Nachfolger-Funktion auf {\displaystyle n}:
plus ≡ λm.λn.λf.λx. m f (n f x)
Die Multiplikation zweier Zahlen {\displaystyle n} und {\displaystyle m} ist die {\displaystyle m}-malige Anwendung der Addition {\displaystyle (+n)} auf {\displaystyle n}:
mult ≡ λm.λn.λf.λx. m (n f) x
Die Vorgänger-Funktion:
pred ≡ λn.λf.λx. n (λg.λh. h (g f)) (λu. x) (λu. u)

## Boolesche Ausdrücke
Analog zu den natürlichen Zahlen lassen sich auch (zweiwertige) Wahrheitswerte im Lambda-Kalkül modellieren.
true ≡ λx.λy. x
false ≡ λx.λy. y
Daraus lässt sich auch eine einfache Kontrollstruktur (IF THEN ELSE) ableiten:
ifthenelse ≡ λb.λx.λy.b x y
Dabei ist die Variable {\displaystyle b} als Bedingung zu verstehen, {\displaystyle x} als „THEN“ und {\displaystyle y} als „ELSE“.